# Bentley Mark VI
Pour les articles homonymes, voir Mark VI.
La Bentley Mark VI est une automobile produite par Bentley de 1946 à 1952. Elle succède à la Mark V.
En 1952, elle est remplacée par la Bentley R Type.

## Galerie

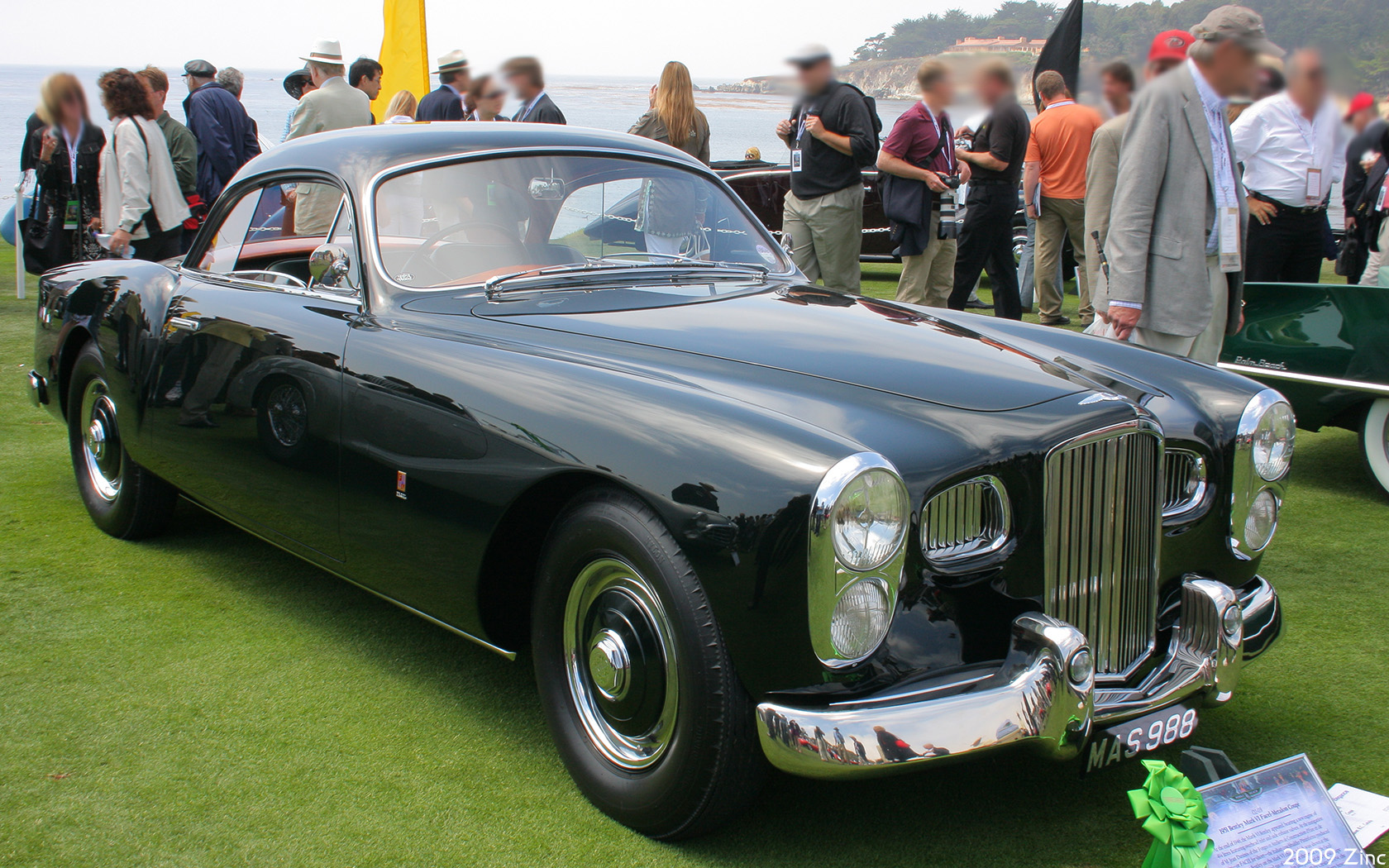
Bentley Cresta II par Facel-Métallon, châssis Mark VI
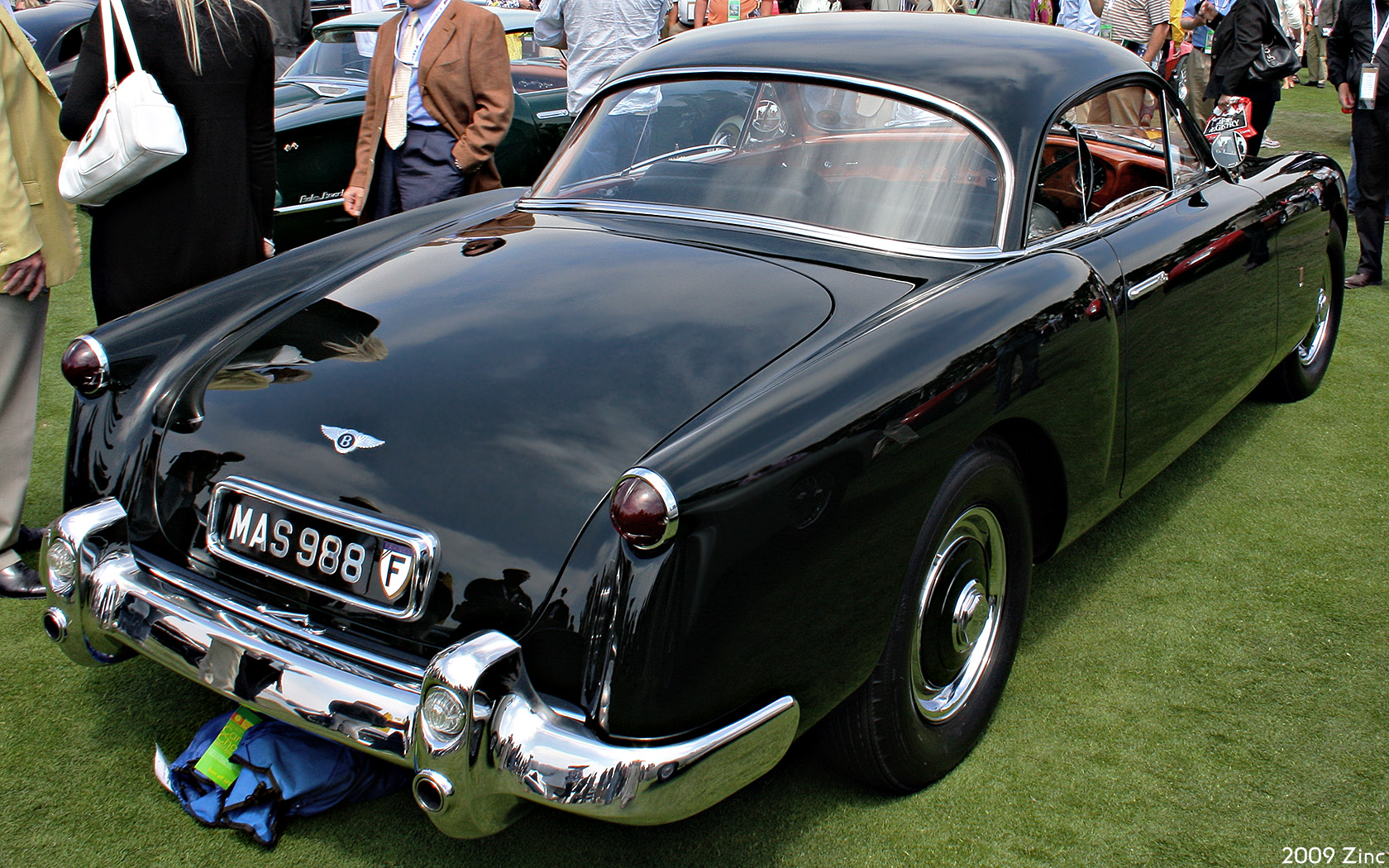
Bentley Cresta II par Facel-Métallon, châssis Mark VI
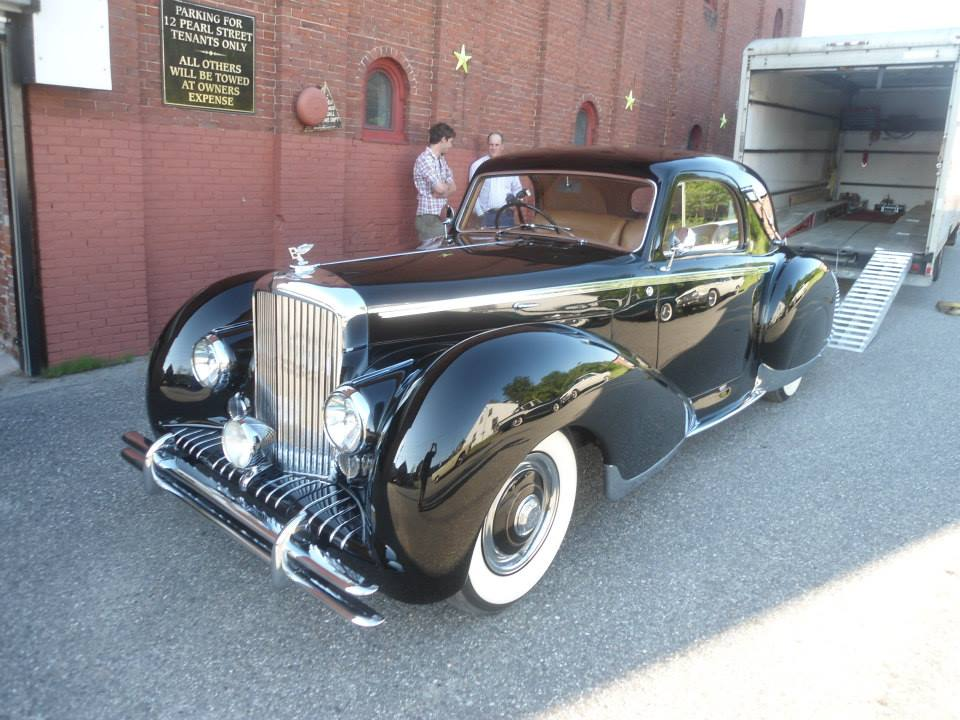
Bentley Mark VI par Figoni & Falaschi
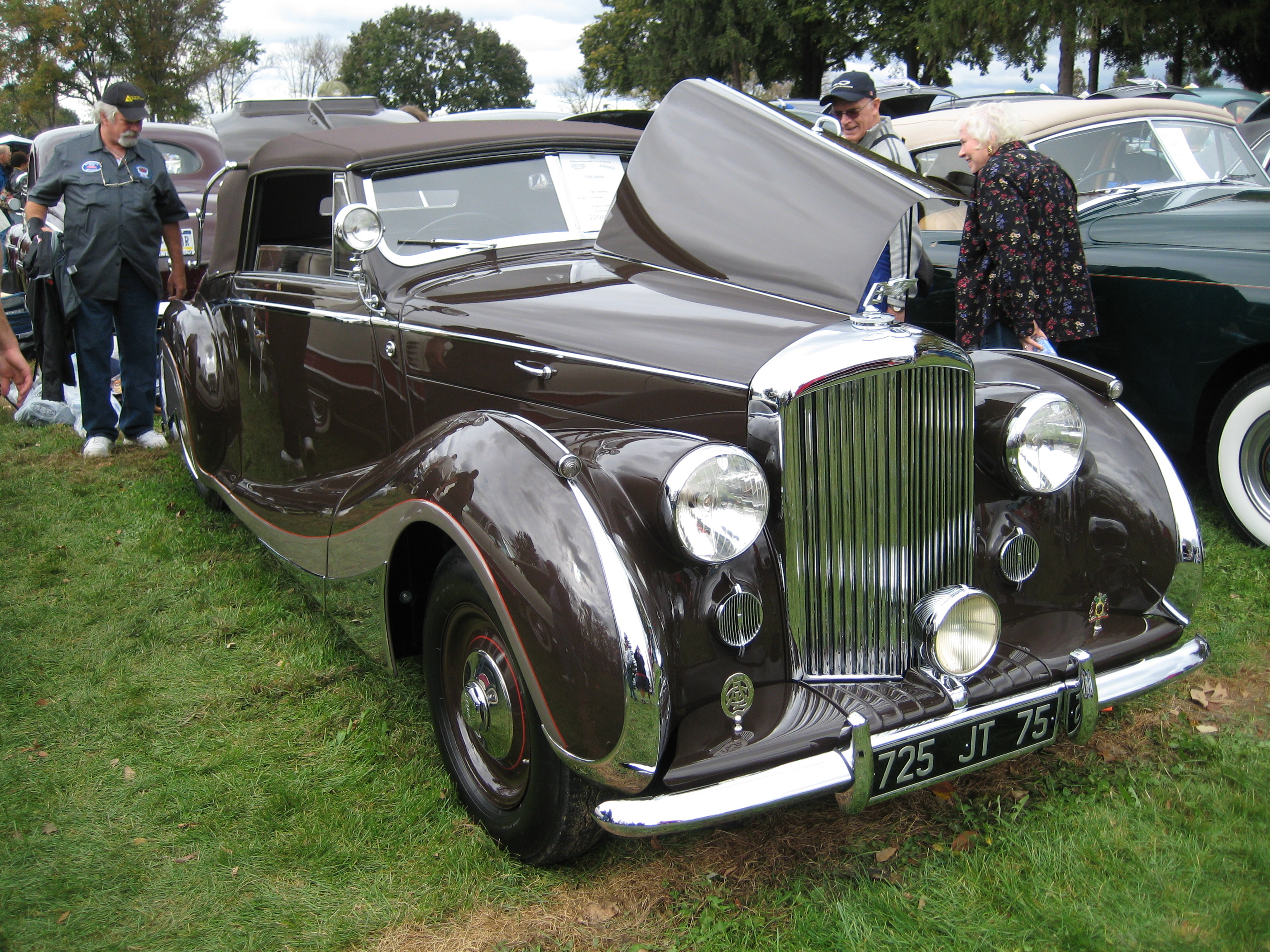
Bentley Mark VI par Franay
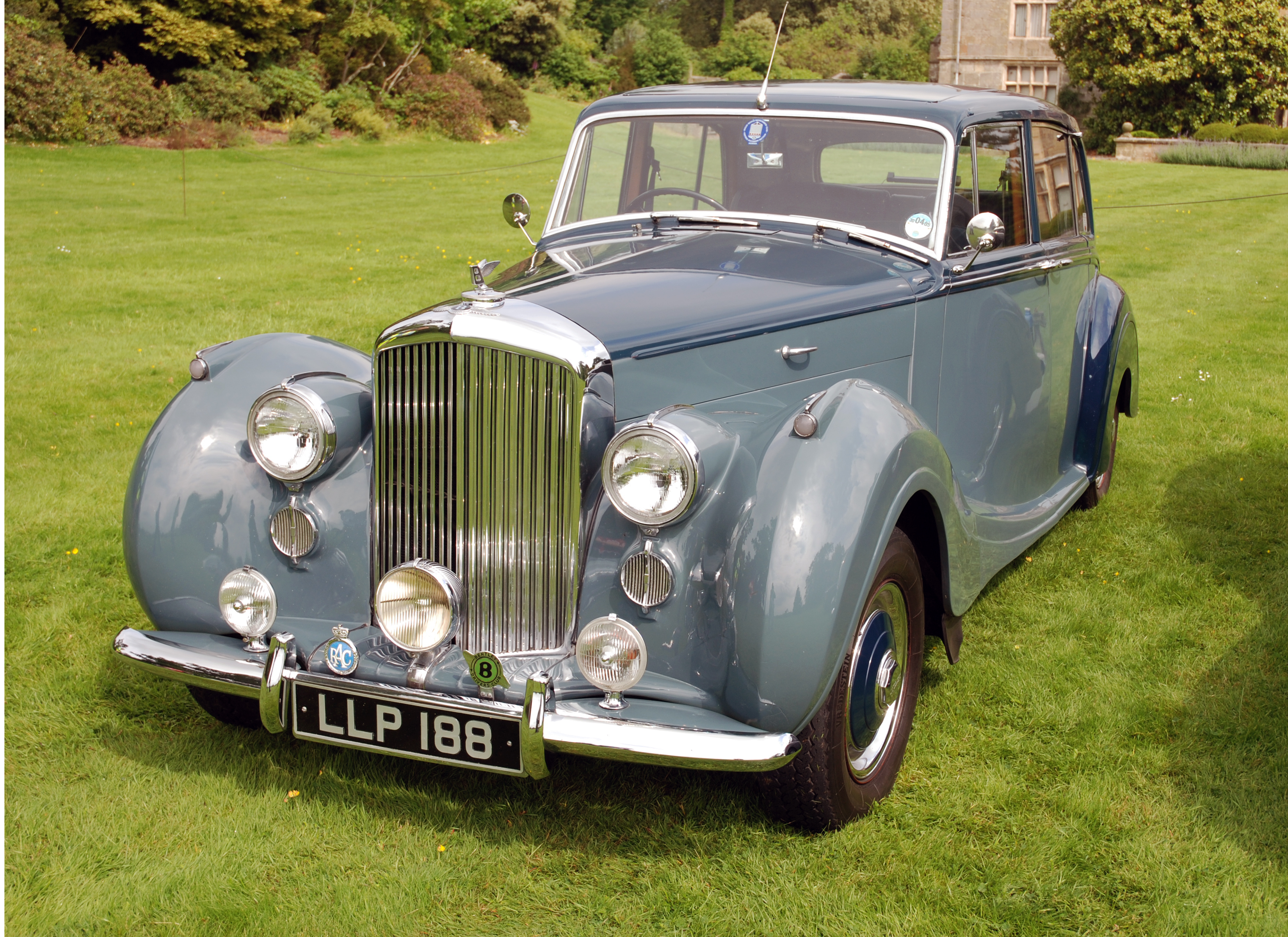
Bentley Mark VI par Freestone & Webb
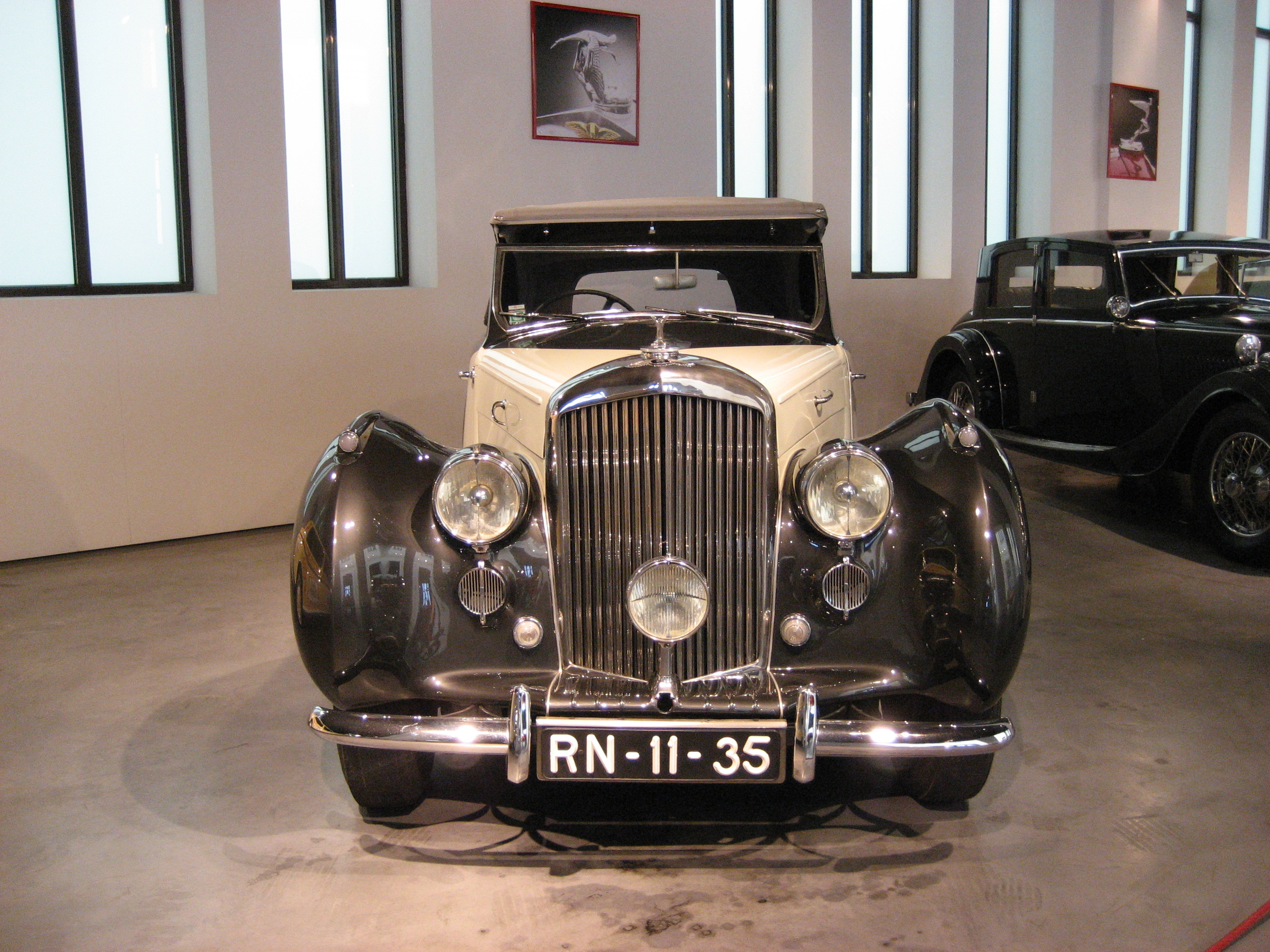
Bentley Mark VI par Duncan
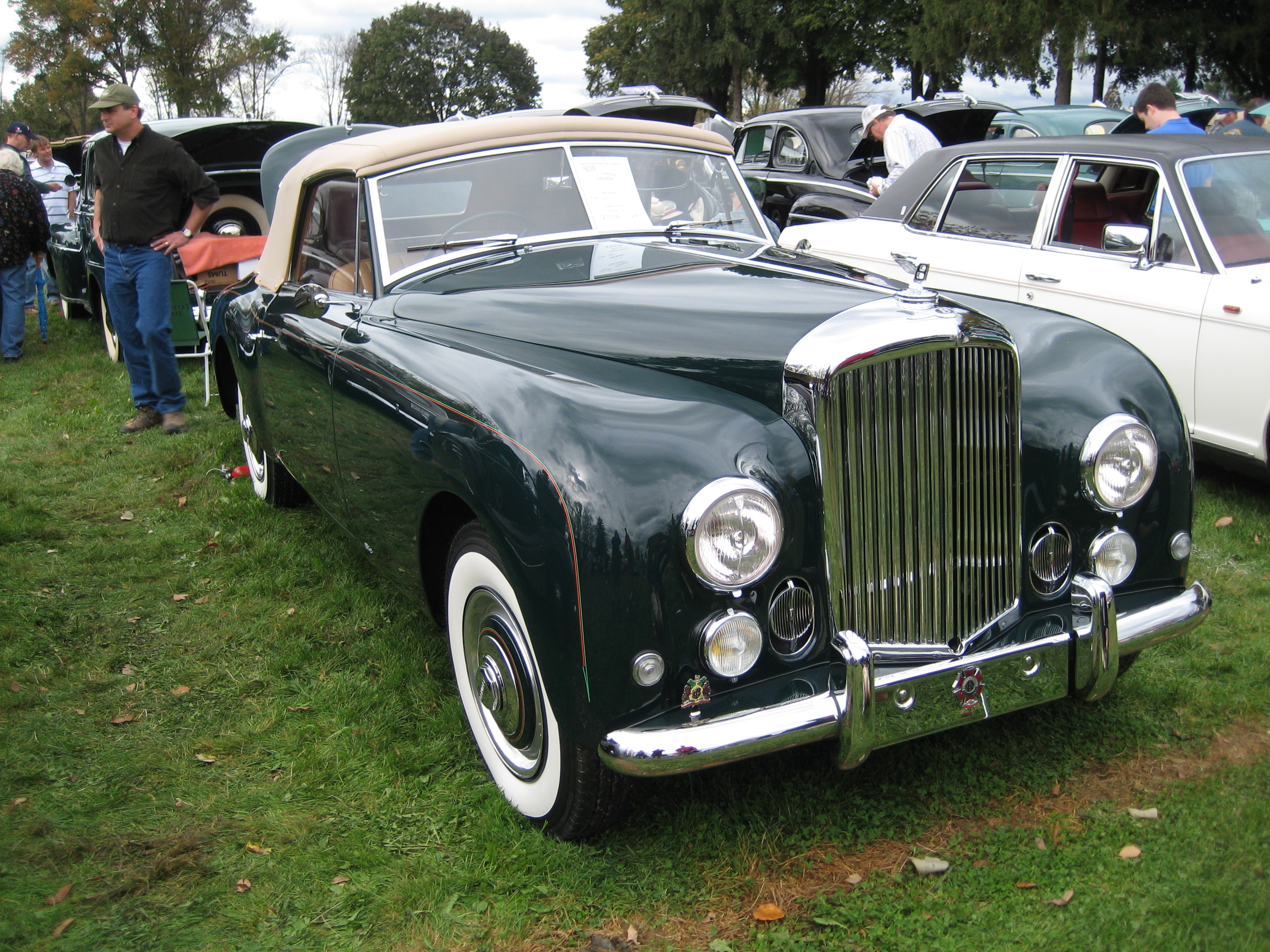
Bentley Mark VI par Graber

## Bentley Continental
Un châssis de Mark VI est développé par HIF Evernden et JP Blatchley en 1950 et 1951 avec un plus gros moteur, un taux de compression plus élevé et des systèmes de carburants et d'échappement modifiés.
À la suite d'un arrangement spécial avec Bentley, une version deux portes ayant une surface frontale inférieure produite par HJ Mulliner et développée en collaboration avec Evernden et Blatchley, est construite. La première voiture de luxe était plus légère de 10 % que la voiture standard. C'étaient les voitures les plus chères de production dans le monde et les berlines les plus rapides du monde.
Ces châssis ont été produits entre Juin 1952 et avril 1953 et portent les numéros de châssis CB1A à BC26A, avec le prototype, pour un total de 27 voitures. La compression du moteur a été réduite sur les 8 dernières voitures. La majeure partie du châssis a été fabriquée par HJ Mulliner , mais certains ont été carrossés en Europe. Seuls les 27 voitures ont été construites avant que la désignation R soit ajoutée à l'identification de la série du châssis.